# ستيف وليامز (مصارع محترف)
ستيف وليامز (بالإنجليزية: Steve Williams)‏ (و. 1960 – 2009 م) هو مصارع محترف، ولاعب كرة قدم أمريكية، ومصارع رياضي أمريكي، ولد في ليكوود، كولورادو، بدأ مشواره المهني سنة 1983، مركز لعبه هو معرقل دفاعي، توفي في دنفر، عن عمر يناهز 49 عاماً، بسبب سرطان المريء.

## جوائز
حصل على جوائز منها:

قاعة مشاهير ريسلينغ أوبسيرفر

## وصلات خارجية
- ستيف وليامز على موقع IMDb (الإنجليزية)
- ستيف وليامز على موقع قاعدة بيانات الفيلم (الإنجليزية)
- ستيف وليامز على موقع شيردوغ (الإنجليزية)
- ستيف وليامز على موقع دبليو دبليو إي (الإنجليزية)
- ستيف وليامز على موقع WrestlingData.com (الإنجليزية)
- ستيف وليامز على موقع CageMatch worker (الإنجليزية)
- ستيف وليامز على موقع قاعدة بيانات المصارعة على الإنترنت (الإنجليزية)
- ستيف وليامز على موقع عالم المصارعة على الإنترنت (الإنجليزية)

- ستيف وليامز في قاعدة بيانات الأفلام على الإنترنت